# Foot Ball Club Brescia 1911-1912
Questa pagina raccoglie i dati riguardanti il Foot Ball Club Brescia nelle competizioni ufficiali della stagione 1911-1912.

## Stagione
La stagione 1911-1912 terminò con il primo posto nel girone Province di Terza Categoria; ammesso al girone finale, lo vinse ottenendo la promozione nel girone lombardo di Promozione.

## Divise
Le maglie utilizzate nella stagione furono blu Savoia con righe verticali arancione.
| Manica sinistra · Maglietta · Maglietta · Manica destra · Pantaloncini · Calzettoni |

## Rosa
| N. |                   | Ruolo | Calciatore          |
| -- | ----------------- | ----- | ------------------- |
|    | Italia (bandiera) | P     | Giuseppe Trivellini |
|    | Italia (bandiera) | D     | Paolo Carrera       |
|    | Italia (bandiera) | D     | Battista Pisa       |
|    | Italia (bandiera) | D     | Ponti               |
|    | Italia (bandiera) | C     | Maraglio            |
|    | Italia (bandiera) | C     | Agostino Marzoli    |

| N. |                     | Ruolo | Calciatore       |
| -- | ------------------- | ----- | ---------------- |
|    | Italia (bandiera)   | C     | Giovanni Rizzi   |
|    | Svizzera (bandiera) | C     | Fritz Ruchti     |
|    | Italia (bandiera)   | A     | Mai              |
|    | Italia (bandiera)   | A     | Luigi Vielmi III |
|    | Italia (bandiera)   | A     | Zamboni          |

## Risultati
L'incontro contro la Trevigliese, valido come turno eliminatorio, non si disputò per rinuncia della squadra bergamasca. La squadra fu quindi ammessa in finale.

### Finale
| Arbitro: | Orsaria (Milano) |

|                |           |                            |
| Fontana 2’ 42’ | Marcatori | 85’ Mai Zamboni Vielmi III |

| Arbitro: | Resegotti (Milano) |

|          |           |           |
| Pisa 15’ | Marcatori | 55’ Cozzi |

## Statistiche

### Statistiche dei giocatori
| Giocatore     | Terza Categoria | Terza Categoria | Terza Categoria | Terza Categoria |
| Giocatore     | Presenze        | Reti            | Ammonizioni     | Espulsioni      |
| ------------- | --------------- | --------------- | --------------- | --------------- |
| P. Carrera    | 2               | 0               | ?               | ?               |
| Mai           | 2               | 1               | ?               | ?               |
| Maraglio      | 2               | 0               | ?               | ?               |
| A. Marzoli    | 2               | 0               | ?               | ?               |
| B. Pisa       | 2               | 1               | ?               | ?               |
| Ponti         | 2               | 0               | ?               | ?               |
| G. Rizzi      | 2               | 0               | ?               | ?               |
| F. Ruchti     | 2               | 0               | ?               | ?               |
| G. Trivellini | 2               | -3              | ?               | ?               |
| L. Vielmi III | 2               | 1               | ?               | ?               |
| Zamboni       | 2               | 1               | ?               | ?               |